# Chickasaw (Alabama)
Chickasaw és una població dels Estats Units a l'estat d'Alabama. Segons el cens del 2000 tenia 5.979 habitants.

## Demografia
Segons el cens del 2000, Chickasaw tenia 6.364 habitants, 2.747 habitatges, i 1.747 famílies. La densitat de població era de 554,7 habitants/km².
Dels 2.747 habitatges en un 26,5% hi vivien nens de menys de 18 anys, en un 44,6% hi vivien parelles casades, en un 15,4% dones solteres, i en un 36,4% no eren unitats familiars. En el 32,9% dels habitatges hi vivien persones soles el 18,4% de les quals corresponia a persones de 65 anys o més que vivien soles. El nombre mitjà de persones vivint en cada habitatge era de 2,31 i el nombre mitjà de persones que vivien en cada família era de 2,95.
Per edats la població es repartia de la següent manera: un 23,6% tenia menys de 18 anys, un 8,5% entre 18 i 24, un 26% entre 25 i 44, un 20,3% de 45 a 60 i un 21,5% 65 anys o més.
L'edat mediana era de 39 anys. Per cada 100 dones hi havia 86,3 homes. Per cada 100 dones de 18 o més anys hi havia 79 homes.
La renda mediana per habitatge era de 27.036 $ i la renda mediana per família de 33.125 $. Els homes tenien una renda mediana de 29.074 $ mentre que les dones 21.181 $. La renda per capita de la població era de 14.190 $. Aproximadament el 13% de les famílies i el 17,1% de la població estaven per davall del llindar de pobresa.

## Poblacions més properes
El següent diagrama mostra les poblacions més properes.